# Atesta unifasciata
Atesta unifasciata là một loài bọ cánh cứng trong họ Cerambycidae.